# Орден Культурных заслуг (Бразилия)
Орден Культурных заслуг (порт. Ordem do Mérito Cultural ) — государственная награда Бразилии.
Учрежден в соответствии со статьей 34 Закона № 8.313 от 23 декабря 1991 года и Указом Президента Фернанду Энрики Кардозу № 1.711 от 22 ноября 1995 года.

## Описание
Знак ордена — эмалированный меч святого Иакова из белого золота. В центре — открытая книга, выполненная из золота, над лавровым венком в окружении надпись «Ordem do Mérito Cultural».
Имеет три степени:
- Большой крест ордена Культурных заслуг
- Командор ордена Культурных заслуг
- Кавалер ордена Культурных заслуг

Орденом награждаются бразильцы и иностранные граждане, национальные и иностранные государственные и частные организации, в знак признания их вклада в развитие бразильской культуры. Награждение орденом Культурных заслуг проводится ежегодно в Национальный день культуры, 5 ноября.
Согласно правилам один и тот же номинант может получить награду более одного раза, но разных степеней. Всего награждено уже более 500 лиц и организаций.
| Степени и ленты ордена             | Степени и ленты ордена           | Степени и ленты ордена          |
| ---------------------------------- | -------------------------------- | ------------------------------- |
| I степени Большой Крест (Grã-Cruz) | II степени Командор (Comendador) | III степени Кавалер (Cavaleiro) |

## В числе награждённых
- Паулу Эваристу Арнс
- Жоржи Амаду
- Анри Сальвадор
- Эктор Бабенко
- Ньеде Гидон
- Сезария Эвора
- Жуан Гимарайнс Роза
- Жуан Жилберту
- Винисиус ди Морайс
- Энрике Иглесиас
- Эбе Камарго
- Кандиду Портинари
- Альтамиро Каррильо
- Кармен Миранда
- Клариси Лиспектор
- Мануэл де Оливейра
- Оскар Нимейер
- Паулу Фрейре
- Антонио Фагундес
- Пеле
- Аутран Доурадо
- Карлос Друммонд де Андраде
- Альберто Сантос-Дюмон
- Мерседес Соса
- Ариану Суассуна
- Шику Буарки
- Феррейра Гуллар
- Аделия Праду
- Нелида Пиньон
- Бразильская академия литературы